# Pelican Air Services
Pelican Air Services — торгова марка (бренд) південноафриканської авіакомпанії Federal Air, під якою авіакомпанія виконувала регулярні пасажирські перевезення з Йоганнесбурга з інших аеропортів країни та за її межі.
В даний час Federal Air призупинила використання торгової марки Pelican Air Services.

## Історія
Авіакомпанія Federal Air була заснована на початку 2001 року і початку операційну діяльність 19 березня того ж року. Власниками перевізника за даними на березень 2007 року були бізнесмени П. Фаркухар (67 %) і Дж. Ф. Пінаар (33 %).
У березні 2007 року в штаті авіакомпанії працювало 19 співробітників.

## Маршрутна мережа
Під брендом Pelican Air Services здійснювалися регулярні пасажирські перевезення з Йоганнесбурга в Віланкулос і на архіпелаг Базаруто.

## Флот
Станом на 29 листопада 2009 року під торговою маркою Pelican Air Services працював один літак:
- 1 ATR 42-320 (з екіпажем авіакомпанії Solenta Aviation)